# IronFX

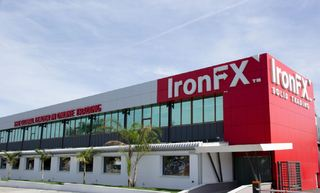
Sede da IronFX, Limassol, Chipre

A IronFX Global, é uma corretora online com sede em Limassol, Chipre. Fundada em 2010, a empresa está autorizada pela  Comissão de Valores Mobiliários do Chipre (CySEC)  em Chipre, e tem operações em várias localidades como Londres, Sydney, África do Sul e Limassol. 

## História
A IronFX foi fundada em Limassol, Chipre, em dezembro de 2010 após ter obtido a autorização da Cysec.
Em 2013, a IronFX abre um escritório na Austrália e torna-se regulada pela ASIC.
No mesmo ano recebe autorização da Autoridade de Conduta Financeira (FCA)  para operar no Reino Unido, o que torna possível a abertura de um escritório em Londres. No início de 2014, obteve prontamente permissão para alargar o âmbito da licença existente, a fim de atualizar os serviços prestados aos operadores ao abrigo da autorização FCA. [1]
Em 2014, a IronFX inaugura escritório na África do Sul e torna-se autorizada e regulada pelo Conselho de Serviços Financeiros (Financial Services Board (South Africa).
De acordo com o  Wall Street Journal, a IronFX terá solicitado uma OPA em 2015, na Bolsa de Valores de Nova Iorque (New York Stock Exchange, NYSE), apontando para uma valorização de $ 800.000.000.
Em Junho 2016 a IronFX global anunciou uma série de operações que culminarão na fusão entre aIronFX e FXDD Inc. Em conjunto com a fusão, será efectuando através de uma série de operações, uma aquisição inversa de uma empresa pública já existente, Nukkleus Inc.. Um anúncio formal foi divulgado pela SEC.

## Operações
A Empresa possui escritórios em Limassol, Joanesburgo, Lisboa, Madrid, Montevidéu, Praga, Budapeste, Varsóvia, Kiev e Lima.

## Serviços
A IronFX oferece contratos por diferença (CFD) no mercado cambial - Forex, ações, contrato de futuros e metal precioso e presta serviços de operações cambiais para clientes negociação a retalho através de plataformas de negociação que incluem a MetaTrader 4, a PMAM, o Multitrader, o Webtrader e o Sirix social Trader, bem como de uma série de plataformas de negociação móveis. [5]
A empresa oferece também apostas no “spread financeiro” no Reino Unido e Irlanda. 

### Prémios
Desde 2011, a IronFX e seus membros já receberam diversos prêmios e distinções. Além das distinções, a IronFX teve seus esforços reconhecidos por ter organizado a maior competição em Forex já realizada. A IronFX recebeu também o prêmio de Forex da Sina Corp.
Prêmios recebidos:
- Markos A. Kashiouris, CEO, é reconhecido como um dos melhores CEOs da Europa.[11]
- Prêmio “Best Fundamental And Technical Analysis Provider 2013” - International Finance Magazine.[12]
- Prêmio “Exchange & Brokers Awards 2013”, da revista inglesa World Finance – prêmios de Melhor Prestador de Serviços ao Cliente na Ásia e de Melhor Corretor CFD de 2013 na Ásia.[12][13]
- Prêmio de Melhor Corretor STP/ECN de 2013 da revista World Finance Foreign Exchange.[12]

- Vencedora do prêmio “Best Forex Broker 2013” do MENA 11th Forex Show, ocorrido em 29 de abril de 2013, no Dubai.

## Patrocínio
A empresa tornou-se patrocinadora do clube de futebol FC Barcelona, em Março de 2014. O patrocínio com repercussão mundial de parceiro oficial do FC Barcelona consiste na aquisição dos direitos de promoção e marketing para o uso da imagem da marca e dos jogadores do FC Barcelona. Em junho 2017 a Empresa tornou-se patrocinadora oficial do Campeonato do Mundo de Vela, ORC 2017. 